# Donald Penn
(en) Statistiques sur pro-football-reference
Donald Penn, né le 27 avril 1983 à Los Angeles, Californie, est un joueur américain de football américain évoluant au poste d'offensive tackle.

## Carrière professionnelle

### Buccaneers de Tampa Bay (2006-2013)
Après avoir été relâché par les Vikings du Minnesota en 2006, Donald Penn signe avec les Buccaneers de Tampa Bay. Le 10 avril 2009, il signe un contrat d'un an pour un montant de 2,79 millions de dollars avec les Buccaneers. Le 30 juillet 2010, Penn signe un nouveau contrat de six ans pour un total de 43 millions de dollars,. Il marque son premier touchdown en National Football League sur une passe de Josh Freeman contre les 49ers de San Francisco le 21 novembre 2010. À la fin de la saison, il est sélectionné au Pro Bowl. Le 11 novembre 2013, Penn inscrit son deuxième touchdown contre les Dolphins de Miami lors de son 100e match consécutif joué avec les Buccaneers. Il est relâché par les Buccaneers le 13 mars 2014.

### Raiders d'Oakland (2014-)
Agent libre, Donald Penn s'engage avec les Raiders d'Oakland le 18 mars 2014 en paraphant un contrat de deux ans pour un montant de 9,6 millions de dollars. Il inscrit un nouveau touchdown comme receveur éligible d'une passe de Derek Carr contre les 49ers de San Francisco. Le 16 mars 2016, Penn signe un nouveau contrat de deux ans avec les Raiders pour 14 millions de dollars. Il est nommé au Pro Bowl pour la seconde fois de sa carrière.